# John Collins (Politiker, 1717)
John Collins (* 8. Juni 1717 in Newport, Colony of Rhode Island and Providence Plantations; † 8. März 1795 ebenda) war ein US-amerikanischer Politiker und von 1786 bis 1790 Gouverneur des Bundesstaates Rhode Island.

## Frühe Jahre und politischer Aufstieg
John Collins wuchs während der britischen Kolonialherrschaft auf. Er war ein Geschäftsmann und trat erst mit dem Beginn des Unabhängigkeitskrieges bzw. der amerikanischen Unabhängigkeitsbewegung politisch in Erscheinung. Im Jahr 1774 war er Mitglied des Abgeordnetenhauses (General Assembly) von Rhode Island, des Vorgängers des Repräsentantenhauses von Rhode Island. In den Jahren 1775 und 1777 wurde er in das House of Assistance von Rhode Island gewählt.
John Collins war ein glühender Anhänger der Unabhängigkeitsbewegung und ein Bewunderer von George Washington. 1776 wurde er damit beauftragt, Washington über die allgemeine Lage in Rhode Island zu informieren. Von 1778 bis 1783 war er mit einer Unterbrechung Abgeordneter im Kontinentalkongress. Das hauptsächlich von der Landwirtschaft geprägte Rhode Island forderte damals die Einführung von Papiergeld als Währung. Collins unterstützte diese Forderung und wurde 1786 von den Stadtversammlungen des Staates zum neuen Gouverneur gewählt.

## Gouverneur und weiterer Lebenslauf
Nachdem er in den folgenden Jahren jeweils in seinem Amt bestätigt wurde, konnte John Collins zwischen dem 3. Mai 1786 und dem 5. Mai 1790 als Gouverneur regieren. Er setzte per Gesetz die Einführung des Papiergeldes durch. In seiner Amtszeit entstand auch die erste Baumwollspinnerei des Staates in Providence. Collins machte sich bei seinen Mitbürgern, vor allem den Landwirten, unbeliebt, als er die entscheidende Stimme zur Einberufung eines Sonderkonvents zur Annahme der Verfassung der Vereinigten Staaten abgab. Die Verfassungsgegner wollten die Einberufung des Konvents unbedingt verhindern. Dieser ratifizierte dann am 29. Mai 1790 (nach Collins’ Amtszeit) die neue Verfassung. In Rhode Island gab es starke Strömungen, die die Verfassung ablehnten, weil sie keine starke Bundesregierung über sich akzeptierten wollten. Collins’ Verhalten in dieser Frage kostete ihn 1790 die Wiederwahl. Allerdings wurde er in den ersten US-Kongress gewählt. Dieses Mandat hat er aber nie angetreten. John Collins starb im März 1795. Er war mit Mary Avery verheiratet.